# Bá quốc Barcelona
Bá quốc Barcelona (tiếng Latinh: Comitatus Barcinonensis) nguyên là một khu vực biên thuỳ dưới quyền cai trị của Vương triều Caroling. Đến cuối thế kỷ 10, các Bá tước xứ Barcelona trở nên độc lập trên thực tế, được cai trị thế tập, liên tục giao chiến với Đế quốc Córdoba theo Hồi giáo và các quốc gia kế thừa nó. Các bá tước của Barcelona thông qua các liên minh và hiệp ước hôn nhân đã giành được các bá quốc khác tại Catalunya, và bành trướng ảnh hưởng dọc Occitania. Barcelona tạo thành khu vực trung tâm của Thân vương quốc Catalunya. Đến năm 1164, bá tước của Barcelona là Alphons I được thừa kế Vương quốc Aragón (với hiệu là Alphons II). Từ đó, lịch sử của Bá quốc Barcelona được gộp trong thể chế gọi là Vương quyền Aragon, song thành phố Barcelona giữ được ưu thế trong đó.